# 雷希特梅灵
雷希特梅灵是德国巴伐利亚州的一个市镇。总面积24.38平方公里，总人口1872人，其中男性945人，女性927人（2011年12月31日），人口密度77人/平方公里。